# Microdon sulcatus
Microdon sulcatus är en tvåvingeart som beskrevs av Hull 1944. Microdon sulcatus ingår i släktet myrblomflugor, och familjen blomflugor. Inga underarter finns listade i Catalogue of Life.